# Дорога на Берлин (песня)
«Дорога на Берлин» — песня композитора Марка Фрадкина на стихи Евгения Долматовского, созданная в 1944 году. Также встречаются названия «Брянская улица» и «Попутная песня»; изначально стихотворение Долматовского было опубликовано в 1943 году в газете «Красная Армия» под названием «Улочки-дороги»

## История
С боем взяли мы Орёл. 

Город весь прошли

И последней улицы 

Название прочли.

А название такое,

Право слово, боевое:

Брянская улица по городу идёт, —

Значит, нам туда дорога,

Значит, нам туда дорога,

Брянская улица на запад нас ведёт.

С боем взяли город Брянск. 

Город весь прошли,

И последней улицы

Название прочли.

А название такое, 

Право слово, боевое:

Минская улица по городу идёт, —

Значит, нам туда дорога,

Значит, нам туда дорога,

Минская улица на запад нас ведёт.
В июле и августе 1943 года проходила битва на Курской дуге, в результате которой Красная армия окончательно перехватила стратегическую инициативу в Великой Отечественной войне и перешла в наступление. 5 августа 1943 года был освобождён Орёл, 17 сентября — Брянск, а 26 ноября — Гомель.
В ноябре 1943 года поэт Евгений Долматовский, находясь в только что освобождённом от гитлеровских войск Гомеле, написал короткое стихотворение: «С боем взяли мы Орёл, / Город весь прошли, / Улицы последней / Название прочли: / Брянская улица на запад ведёт? / Значит — в Брянск дорога, / Значит — в Брянск дорога. / Вперёд!» В своих воспоминаниях Долматовский сообщал, что он заметил интересную особенность: «последняя улица освобождённого города, по которой проходили наступающие войска, как бы указывала маршрут к следующему городу, который предстояло брать». Таким образом, по его словам, «дальше ничего не было сочинено, только в намеченную схему вставлялась строка: во вторую строфу — о вступлении в Брянск, в третью — о Гомеле», а кончалось всё «строфой про Минскую улицу, про то, что нам предстоит дорога на Минск». Стихотворение Долматовского было опубликовано в газете «Красная Армия» под названием «Улицы-дороги».
Евгений Долматовский отправил стихи композитору Марку Фрадкину, который находился в Москве. Фрадкин в начале 1944 года написал музыку, и получилась песня. Первым исполнителем песни «Улицы-дороги», впоследствии получившей название «Дорога на Берлин», был Леонид Утёсов — по словам Долматовского, она была специально написана Фрадкиным для Утёсова и его оркестра. Впоследствии Утёсов вспоминал: «Одна беда — песня скоро начала стареть. Ведь кончалась она призывом: „Вперёд, на Минск!“ А в июле 1944 года столица Советской Белоруссии была уже освобождена. Советские воины шли дальше на запад, и я стал прибавлять названия новых городов, взятых нашими войсками: Брест, Львов, Люблин, Варшаву и так далее, заканчивая словами „На Берлин!“. Песня снова стала злободневной». Таким образом, «обновление» текста песни происходило в соответствии с последними сводками Совинформбюро. В исполнении Утёсова песня была записана на пластинку, причём в двух вариантах. По некоторым данным, именно при записи на пластинку она получила новое название — «Дорога на Берлин».
Евгений Долматовский вспоминал, что после того, как он послал стихи Фрадкину, он довольно долго не получал от него ответа, а потом, почти через год, услышал песню под незнакомым ему названием «Дорога на Берлин» по радио, в исполнении Утёсова. Впоследствии Долматовский писал: «Ни в коем случае не отказываясь от авторства, всё же обязан признаться, что в песне „Дорога на Берлин“ некоторые строки не то чтоб не мои, но моему перу не принадлежат. Варшава и Берлин вообще не были мною названы в тексте. Положа руку на сердце, скажу, что даже название песни придумано не мною. И всё же если слово „схема“ применимо в искусстве, то заявляю, что схема песни — моя…». По признанию Долматовского, песней «Дорога на Берлин» он «уже не командовал: московское радио, Фрадкин, Утёсов были далеко». В опубликованных текстах песни встречаются по крайней мере два разных «маршрута» продвижения к Берлину: Орёл — Брянск — Минск — Брест — Люблин — Варшава и Орёл — Брянск — Киев — Львов.
Песня «Дорога на Берлин» прозвучала во время Парада Победы, который состоялся 24 июня 1945 года на Красной площади в Москве — её исполнил военный оркестр в ритме марша. Впоследствии песня «Дорога на Берлин» (или отрывки из неё) исполнялись в кинофильмах «Июльский дождь» (1963, режиссёр Марлен Хуциев) и «Место встречи изменить нельзя» (1979, режиссёр Станислав Говорухин).
В брежневские годы песня стала популярной среди советской молодёжи в своеобразной интерпретации. Историк и писатель Сергей Семанов вспоминал, что пели её повсеместно, а поскольку открытый стиль и строфа позволяли бесконечно добавлять всё новые и новые пункты назначения, «начинали прямо с Берлина, где была Парижская улица», затем, «разумеется, „с боем взяли мы Париж“ и прочли про Мадридскую улицу», а заканчивалось это песенное «путешествие» в Токио.

## Анализ и отзывы
Музыковед Алиса Курцман писала, что песню «Дорога на Берлин» отличает сложный комплекс выразительных средств: она основана на «чередовании в мелодии интонации попутных песен, марша, скороговорки, широких декламационных скачков». По её словам, в этой песне Фрадкин нашёл «те приёмы, которые будут им использоваться на протяжении всего его дальнейшего творческого пути».